# Jorge Claraz
Georges Claraz (Friburgo, 18 de mayo de 1832-Lugano, 6 de septiembre de 1930) fue un naturalista y explorador suizo.

## Biografía
Tras viajar a Brasil a pedido de un profesor y amigo, Heusser, llegó en 1859 a la Argentina, donde se estableció en Entre Ríos. A partir de 1861, exploró la provincia de Buenos Aires, provincia de La Pampa y el norte de la Patagonia. Compró tierras cerca de Bahía Blanca, luego cerca de Carmen de Patagones, en Rincón del Paso Falso y en China Muerta, de donde partió a explorar los ríos Negro y Chubut, debido a informaciones que recibió de los misioneros suizos.
En el verano de 1865-1866, fue uno de los primeros en explorar científicamente la zona entre el río Negro y el río Chubut, que era un territorio indígena libre. Se hizo acompañar por guías nativos de distintos pueblos, gracias a la amistad con varios caciques; entre otros sitios, inspeccionó el lugar sagrado llamado Yamnago. Las anotaciones de su viaje, publicadas 120 años más tarde, son un importantísimo documento para comprender las costumbres de las tribus con las que estuvo en contacto, además de precisas descripciones de sus paraderos y de la flora y fauna de la región. Escribió dos diccionarios: pampa-castellano, comportando más de 900 significaciones, y mapudungun-castellano, con más de una centena de términos. Ambos también han sido publicados en el apéndice de su diario.
Cuando no viajaba, Claraz se ocupaba de sus ovejas, vacas y caballos. Aunque poseía bastante ganado, vivía modestamente a la manera de los gauchos, en una casita de adobe y dedicaba su tiempo a pasar en limpio sus notas.
En 1870, encontrándose en Bahía Blanca, asistió al malón de Calfucurá, en represalia por un ataque del Ejército a toldos indígenas.
En 1882, volvió a Suiza, donde residió hasta su fallecimiento a los 98 años. Recibió en su casa de Lugano al perito Moreno.
En 1932, el gobierno suizo donó a la Argentina algunas piezas arqueológicas y dos cuadernos de notas de Claraz, publicados póstumamente. A partir de las notas de Georges Claraz, en diciembre de 2006, un grupo de estudiosos dirigidos por el paleontólogo y antropólogo argentino Rodolfo Casamiquela descubrieron, en la Patagonia septentrional, una piedra sagrada de la nación tehuelche.

## Honores

### Epónimos
Diferentes especies vegetales llevan su nombre en su honor:
- Hypnum clarazii Duby - forrajera
- Helicodontium clarazii - musgo
- Lysurus clarazii Muller - champiñón
- Margyricarpus clarazii Ball - arbusto de la familia de las rosáceas
- Lantana clarazii Ball - arbusto de la familia de las verbenas
- Sisyrinchium clarazii Baker - pequeño iris
- Stipa clarazii Ball - hierba